# Maro (Burkina Faso)
Pour les articles homonymes, voir Maro.
Maro est une commune rurale située dans le département de Béréba de la province de Tuy dans la région des Hauts-Bassins au Burkina Faso.

## Géographie
Maro se trouve à environ 16 km au sud-ouest de Béréba.

## Économie
L'économie de la commune est en partie liée à sa position sur la ligne d'Abidjan à Ouagadougou, avec le trafic généré par la gare de Maro.

## Santé et éducation
Maro accueille un centre de santé et de promotion sociale (CSPS).